# Archibaccharis lineariloba
Archibaccharis lineariloba là một loài thực vật có hoa trong họ Cúc. Loài này được J.D.Jacks. mô tả khoa học đầu tiên năm 1974.